# 杉原美代太郎
杉原 美代太郎（すぎはら みよたろう、1880年（明治13年）4月1日 - 1975年（昭和50年）3月10日）は、日本の陸軍軍人。最終階級は陸軍中将。正四位勲二等

## 経歴
東京府出身。杉原全徳の長男として生れる。1900年（明治33年）11月、陸軍士官学校（12期）を卒業。翌年6月、工兵少尉に任官し近衛工兵大隊付となる。1906年（明治39年）12月、陸軍砲工学校高等科（12期）を優等で卒業した。
1920年（大正9年）8月、陸軍省軍務局航空課長に就任。1922年（大正11年）4月、工兵第20大隊長に転じ、同年8月、工兵大佐に昇進。1923年（大正12年）3月、電信第1連隊長に就任し、軍務局工兵課長、同局防備課長を経て、1927年（昭和2年）7月、陸軍少将に進級し陸軍技術本部第2部長に就任した。
1932年（昭和7年）1月、工兵監に就任し、1932年（昭和7年）4月、陸軍中将に進んだ。1933年（昭和8年）8月、第7師団長に親補され北海道に駐屯した。1935年（昭和10年）8月に待命となり、同月、予備役編入となった。
1947年（昭和22年）11月28日、公職追放仮指定を受けた。

## 栄典
- 1901年（明治34年）10月10日 - 正八位[8]
- 1910年（明治43年）9月30日 - 従六位[9]
- 1935年（昭和10年）9月26日 - 従三位[10]

## 親族
- 妹 黒沢トミ - 黒沢準（陸軍中将）の妻[2]。